# Hooker-Gletscher
Der Hooker-Gletscher (englisch Hooker Glacier) ist einer von mehreren Gletschern an den Hängen des Aoraki/Mount Cook in den Neuseeländischen Alpen auf der Südinsel Neuseelands.
Obwohl weniger groß als sein Nachbar, der Tasman-Gletscher, ist er mit 11 km Länge immer noch eindrucksvoll. Der Gletscher liegt am Südwesthang des Aoraki/Mount Cook und bildet über den Mueller Lake die Quelle des Hooker River, eines Zuflusses des Tasman River, der in den Lake Pukaki fließt. Er ist einer der am leichtesten zugänglichen Gletscher Neuseelands und kann bereits vom Beginn des Copland Track nahe dem Ort Aoraki/Mount Cook gesehen werden.
Julius von Haast gab dem Gletscher zu Ehren des englischen Botanikers Joseph Dalton Hooker dessen Namen.